# Battaglia di Beicang
La battaglia di Beicang (anche battaglia di Peitsang) fu combattuta il 5 agosto 1900 tra l'esercito cinese dei Qing e i ribelli Boxer da una parte e l'Alleanza delle otto nazioni dall'altra, nell'ambito della spedizione Gaselee e della rivolta dei Boxer.
Gli alleati, intenti a marciare contro Pechino, incontrarono sul proprio percorso frequenti resistenze cinesi. La superiorità di tattiche e armamenti fu tuttavia determinante, e gli occidentali riuscirono a ricacciare indietro i cinesi.

## Antefatti
In seguito allo scoppio della rivolta dei Boxer, migliaia di civili e militari occidentali erano intrappolati a Pechino nell'assedio delle legazioni. Dopo la prima fallimentare spedizione Seymour per soccorrerli, era stata organizzata la spedizione Gaselee col compito di raggiungere la capitale cinese, liberare gli occidentali e sterminare i Boxer.
Il 4 agosto la spedizione raggiunse l'arsenale di Sigu, liberando le forze dell'ammiraglio Edward Hobart Seymour ivi assediate dai cinesi, e il generale Alfred Gaselee si preparò quindi ad affrontare l'esercito cinese stanziato poco lontano. I cinesi volevano tentare di sbarrare il passaggio agli alleati presso il vicino villaggio di Beicang o Peitsang, sulle rive del fiume Hai He; soprattutto su pressione del contingente giapponese, Gaselee decise di attaccarli subito.

## La battaglia
Poco dopo la mezzanotte del 5 agosto 1900, le truppe alleate avanzarono verso Beicang, concentrandosi verso l'arsenale che il villaggio ospitava. Il contingente giapponese, il più consistente e avanzato, non attese l'arrivo del resto della spedizione, e attaccò per primo e con risolutezza le difese cinesi.
A fronte di notevoli perdite, i giapponesi riuscirono a conquistare le posizioni nemiche, costringendo i cinesi a fuggire e a ritirarsi tallonati dal resto delle forze alleate. Riuscirono comunque a ricostituirsi già dopo poche ore, forzando Gaselee ad affrontarli nuovamente il giorno successivo alla battaglia di Yangcun.